# Кунцевич Всеволод Михайлович
Всеволод Михайлович Кунцевич (15 березня 1929, Київ — 27 лютого 2022) — український науковець, фахівець у галузі автоматизованих систем керування, академік НАН України.

## Біографія
Всеволод Кунцевич народився 15 березня 1929 року в місті Києві.
Закінчив КПІ в 1952.
Отримав ступінь доктора тахнічних наук у 1965 році. Професор з 1967.

### Академік
25 листопада 1992 року обраний академіком НАН України.

## Звання та нагороди
- Заслужений діяч науки і техніки України (1999)
- Лауреат Державної премії УРСР в галузі науки і техніки (1978)
- Лауреат Державної премії України в галузі науки і техніки (1991)
- Лауреат Премії НАН України імені В. М. Глушкова (1995)
- Лауреат Державної премії України в галузі науки і техніки (2000)
- Лауреат премії Премії НАН України імені В. С. Михалєвича (2004)